# Galis (Galis)
Galis is een bestuurslaag in het regentschap Bangkalan van de provincie Oost-Java, Indonesië. Galis telt 3437 inwoners (volkstelling 2010).